# НЭВЗ-Союз
Новосибирский электровакуумный завод-Союз (ранее — Завод № 617) — предприятие, расположенное в Заельцовском районе Новосибирска. Производит электровакуумные приборы, различные виды керамики и т. д. Основан в 1941 году.

## История

### Военный период
Предприятие основано на базе эвакуированного в начале Великой Отечественной войны Ленинградского завода № 211 «Светлана». Первый заработавший цех начал производить военные снаряды, а также стабилизаторы для реактивных снарядов, выпускавшиеся до 1943 года.
После запуска основных производств наращивается изготовление профильной продукции, в тот период предприятие было основным изготовителем самых трудоёмких приёмно-усилительных ламп, из них шесть наименований выпускались только здесь. Более чем 70 % всех ламп для радиосвязи Красной Армии и флота были произведены на заводе № 617.

### Послевоенный период
С начала 1950-х годов завод запускает производство ламп бортовой и наземной аппаратуры для космической техники и ракетных систем.
В 1953 году для предприятия открывается дом культуры имени Жданова, позже переименованный в ДК «Энергия».
17 июня 1961 года четыре инженера и техника были награждены орденами и медалями за создание образцов ракетной техники для космического корабля «Восток-1».
В середине 1960-х предприятие становится крупнейшим изготовителем электронных компонентов на территории России. Здесь создаются миниатюрные титано-керамические лампы сверхвысокочастотного диапазона волн для космических объектов, авиационной и ракетной техники.
В 1970—1980 годы завод развивал производство полупроводниковых приборов.

### Российский период
В 1990-е годы по причине сокращения оборонзаказа выпуск продукции резко снизился. Рост производства возобновился только в 1998 году.
По данным на 2002 год в состав НЭВЗ-Союз входили семь дочерних обществ.
В 2011 году НЭВЗ-Союз совместно с Роснано создали компанию НЭВЗ-Керамикс.

## Продукция
Предприятие производит полупроводниковые приборы, изделия для автомобильной электроники, приборы СВЧ-диапазона, создаёт продукцию из тугоплавких металлов, электрофарфора и керамики, выпускает сложные приборы для медицинских организаций и т. д.

## Руководители
- Павел Александрович Деньга (1941)
- Николай Александрович Жук (1941—1950)
- Пётр Павлович Зоненко (1951—1968)
- Виктор Васильевич Козлов (1968—1987)
- Виктор Степанович Медведко (1987—2019)[1]
- Игорь Геннадьевич Чапаев (2019—2020)[3]
- Гуго Александрович Дейс (2020—2021)[4]
- Павел Викторович Семёнов (февраль—август 2021)[5]
- Олег Викторович Медведко (сентябрь 2021—декабрь 2024)[6]
- Александр Леонидович Серов (с января 2025)[7]

## Награды
В 1966 году завод был награждён орденом Ленина.
Более 700 работников предприятия удостоились правительственных наград, из них 375 человек  были награждены орденами, шести сотрудникам было присвоено звание Героя Социалистического Труда, 11 человек получили Ленинскую и Государственную премии.